# هيلب!
هيلب! هو ألبوم الاستوديو الخامس لفرقة الروك الإنجليزية البيتلز والموسيقى التصويرية لفيلمهم الذي يحمل نفس الاسم. صدر في 6 أغسطس 1965. ظهرت سبع من الأغاني الأربعة عشر، بما في ذلك الأغنيتان الفرديتان " هيلب! " و " تيكيت تو رايد "، في الفيلم واحتلت الجانب الأول من ألبوم الفينيل. تضمن الجانب الثاني أغنية "الأمس "، وهي الأغنية الأكثر تغطية على الإطلاق. قوبل الألبوم بمراجعات نقدية إيجابية وتصدر المخططات الأسترالية والألمانية والمملكة المتحدة والولايات المتحدة.